# Дезерти
Дезерти — замшеві черевики на креповій підошві з двома парами отворів для шнурків. Почали активно використовуватися ще з часів  Другої світової війни. Цікаве походження назви таких черевиків. Вони були зручні для «прогулянок» пустелею, тож військові, які воювали в  Єгипті носили їх, коли не воювали (звідси і назва desert).
У другій половині 20 сторіччя дезерти підняли дві хвилі найбільшої популярності.
Сьогодні дезерти — це один із найпрактичніших і популярніших різновидів осіннього взуття.